# Boniface Tshosa Setlalekgosi
Boniface Tshosa Setlalekgosi (* 14. September 1927 in Serowe; † 25. Januar 2019 in Gaborone) war ein botswanischer Geistlicher und römisch-katholischer Bischof von Gaborone.

## Leben
Boniface Tshosa Setlalekgosi trat nach dem Schulbesuch am St. Joseph’s College in Khal im Jahr 1957 in das Priesterseminar in Chishawasha bei Salisbury in Rhodesien ein. Er empfing am 22. Juli 1963 die Priesterweihe für die Apostolische Präfektur Betschuanaland.
Er war zunächst als Mitarbeiter des Apostolischen Präfekten Urban Murphy in Francistown tätig. Später wurde er Gemeindepfarrer an der Kathedrale des inzwischen errichteten Bistums Gaborone. Nach dem Tod Bischof Murphys wurde er zum Kapitularvikar gewählt.
Papst Johannes Paul II. ernannte ihn am 30. November 1981 zum Bischof von Gaborone. Der Erzbischof von Bloemfontein Peter Fanyana John Butelezi OMI spendete ihm am 6. März des nächsten Jahres die Bischofsweihe; Mitkonsekratoren waren Patrick Fani Chakaipa, Erzbischof von Salisbury, und Alfonso Liguori Morapeli OMI, Erzbischof von Maseru.
Während seiner Amtszeit wuchs die Katholische Kirche in Botswana stark an. Zu Setlalekgosis silbernem Bischofsjubiläum wurde sein seelsorglicher Einsatz gewürdigt. Mit regelmäßigen Besuchen in den Pfarreien und kleinen christlichen Gemeinschaften habe er zum geistlichen Wachstum beigetragen. Die Regierung Botswanas zeichnete ihn mit dem Presidential Order of Meritorious Service aus.
Am 5. Februar 2009 nahm Papst Benedikt XVI. seinen dem Alter bedingten Rücktrittsgesuch an.